# Alopatie
Alopatia reprezintă un termen introdus de medicul german Christian Friedrich Samuel Hahnemann, desemnând metodele medicinei clasice de terapeutică medicamentoasă, prin care se utilizează doze active farmaco-dinamic ce combat cauzele, modificările patogenice și simptomele bolilor. Această metodă este opusă homeopatiei.